# Turrutus
Turrutus är ett släkte av insekter som beskrevs av Ribaut 1946. Turrutus ingår i familjen dvärgstritar.
Släktet innehåller bara arten Turrutus socialis.